# John Mahoney
Charles Jonathan "John" Mahoney (Blackpool, 20 de junho de 1940 – Chicago, 4 de fevereiro de 2018) foi um actor estadunidense nascido na Inglaterra, famoso por interpretar Martin Crane em Frasier.

## Biografia
Mahoney nasceu em Blackpool, Lancashire, em 20 de junho de 1940, sendo o sétimo filho entre oito crianças. Seu pai Reg, de ascendência irlandesa, era padeiro, mas apaixonado por tocar piano clássico, enquanto sua mãe Margaret era dona de casa e uma ávida leitora.
A família precisou ser evacuada para Blackpool da cidade natal da família, Manchester, quando esta foi fortemente bombardeada durante a Segunda Guerra Mundial. Mahoney estudou no Colégio St. Joseph em Blackpool. Com o fim da guerra, a família voltou para Manchester, onde Mahoney cresceu na região de Withington, onde descobriu o gosto pela atuação no Teatro Infantil de Stretford. O casamento de seus pais não era feliz; ou mal se falavam durante o dia ou tinha discussões acaloradas. A situação da família, combinada com o caos gerado pela Segunda Guerra, acabou por fomentar ainda mais o interesse de Mahoney pela atuação e o fez deixar Manchester.
Mahoney se mudou para os Estados Unidos ainda jovem, quando, sua irmã mais Velha, Vera, que morava na área rural de Illinois, concordou em abrigá-lo no país. Estudou na Universidade Quincy, onde recebeu um bacharelado de artes, antes de entrar para o Exército para poder acelerar o processo de cidadania norte-americana, que recebeu em 1959, o que o fez perder seu sotaque britânico. Morou em Macomb e depois em Oak Park, tendo trabalhado como editor em um periódico médico por quase uma década.

## Carreira
Insatisfeito com a carreira, Mahoney começou a fazer aulas de teatro, o que o levou a se demitir de seu trabalho como editor e se dedicar inteiramente à carreira artística. Depois de uma peça em Chicago, em 19877, John Malkovich o encorajou a se juntar a ele no Teatro Steppenwolf. Assim ele o fez, o que o levou a ganhar o prêmio Clarence Derwent de revelação masculina nos palcos. Ganhou também um Tony Award por sua performance na Broadway na peça The House of Blue Leaves, de John Guare.

Seu primeiro papel de importância no cinema foi em 1987, o filme Tin Men, de Barry Levinson. Durante a década de 1990, teve vários papéis de destaque, como em Eight Men Out, In the Line of Fire, Reality Bites e The American President. Trabalhou com os irmãos Coen, como em Barton Fink The Atlantic e The Hudsucker Proxy.

## Vida pessoal
Mahoney dificilmente falava de sua vida pessoal. Em um artigo de 2002, revelou-se que ele teve vários relacionamentos, apesar de nunca se casar ou ter filhos. Depois de complicações cirúrgicas causadas por um câncer de cólon, nos anos 1980, John se sentiu intimidado em começar relacionamentos amorosos. Era tio do senador John Sullivan do estado de Illinois.

## Morte
Mahoney morreu em uma casa de cuidados paliativos em 4 de fevereiro de 2018, aos 77 anos. Ele vinha se tratando de um câncer na garganta, em estágio 3, o que debilitou muito sua saúde.

## Filmografia resumida
- 1996 -  As duas faces de um crime (Shaughnessy)
- 1988 - Atraiçoados
- 1991 - Barton Fink
- 1998 - Formiguinhaz (voz)
- 2001 - Atlantis: O império perdido (voz)
- 2005 - Kronk's New Groove (voz)
- 2010 - Flipped (Avô de Bryce)